# Лукашівка (Первомайський район)
Лукаші́вка (Хаїнка) — село в Україні, у Синюхинобрідській сільській громаді Первомайського району Миколаївської області. Населення становить 749 осіб. 

## Географія
Село розташоване за 18 км на північний захід від міста Первомайськ і залізничної станції Первомайск-на-Бузі. Населення — 736 осіб.

## Історія села

### Доісторичні часи
На околицях Лукашівки виявлені сліди стоянки епохи мезоліту (близько 10 тис. років тому), розкопані у села кургани містили поховання епохи бронзи і кочівників X—XIII ст. У селища Єрмолаївки при розкопках курганів знайдені поховання пізньотрипільської (усатівської) культури (IV тисячоліття до н. е.) зі стилізованими жіночими статуетками, а також сліди поселення епохи пізньої бронзи (II тисячоліття до н. е.).

### XVIII століття
Перша письмова згадка про село сягає 1790 р.

### XX століття
В 1917 році село входить до складу Української Народної Республіки.
Внаслідок поразки Перших визвольних змагань село надовго окуповане більшовиками.
В 1932—1933 селяни пережили сталінський геноцид.

#### Німецько-радянська війна
У Німецько-радянській війні брали участь 98 жителів села, 28 з них загинули, 15 були відзначені радянськими урядовими нагородами. Уродженець села льотчик-винищувач капітан Горбачевський Олександр Іванович відзначений званням Героя Радянського Союзу.
У 1965 р. радянською владою був встановлений пам'ятник на честь вояків 12-ї кавалерійської дивізії 5-го гвардійського Червонопрапорного Донського козачого кавалерійського корпусу 5-ї гвардійської армії 2-го Українського фронту, що вигнали із села німців та відновили радянську владу.
За досягнення в праці 23 лукашівці нагороджені орденами і медалями СРСР, у тому числі орденом Леніна — вівчар Н. І. Волошин, орденом Трудового Червоного Прапора — трактористи І. Д. Гринь і М. В. Петришип, доярка А. Д. Мотронич і комбайнер І. С. Рибаченко.

### Незалежна Україна
З 24 серпня 1991 року село входить до складу незалежної України.

## Населення

### Мова
Розподіл населення за рідною мовою за даними перепису 2001 року:
| Мова            | Кількість | Відсоток |
| --------------- | --------- | -------- |
| українська      | 626       | 83.58%   |
| російська       | 71        | 9.48%    |
| румунська       | 40        | 5.34%    |
| інші/не вказали | 12        | 1.60%    |
| Усього          | 749       | 100%     |

## Економіка села
На території Лукашівки обробляється 4259 га сільськогосподарських угідь, у тому числі 3328 га орних земель. 260 га займають поливні землі, 32 га — сади, 9 га — ставки. У господарстві вирощують зернові і технічні культури, овочі і фрукти. У тваринництві переважає вівчарство. Побудований вівцекомплекс на 5 тис. голів, споруджено водосховище площею 44 гектари.

## Освіта і культура
У селі є дев'ятирічна школа (11 вчителів і 114 учнів), будинок культури із залом на 200 місць, дві бібліотеки з фондом 11,7 тис. книг, фельдшерсько-акушерський пункт, дитячі ясла на 50 місць, три магазини, відділення Укрпошти, АТС на 50 номерів і Ощадбанку України.